# 浦霖
浦霖（？—1795年），是中國清朝大臣，浙江嘉善人。
乾隆三十一年（1764年）丙戌科进士，授户部主事，後迁郎中。外授湖北安襄郧道，乾隆五十年七月（1785年8月）任湖南巡抚。乾隆五十五年（1790年），累迁福建巡撫，主要從事福建之軍政事務。任内不恤民事，漳州、泉州水灾，米价腾贵，民不聊生，置若罔闻。与闽浙总督觉罗伍拉纳共同贪纵不法，索贿受馈，即福建大獄案。被参劾后，与伍拉纳被逮送京，乾隆六十年（1795年），论罪斩决。抄家，得金七百两，银二十八万多两，田舍值六万。

## 延伸阅读
[在维基数据编辑]
 《清史稿/卷339》，出自趙爾巽《清史稿》